# Portrait de Suzanne Bloch
Le Portrait de Suzanne Bloch est un tableau réalisé en 1904 (période bleue) par l'artiste cubiste espagnol Pablo Picasso. Il est exposé depuis 1952 au Musée d'art de São Paulo.
Il s'agit d'un portrait de Suzanne Bloch, une cantatrice et sœur du violoniste Henri Bloch.
Suzanne Bloch fut la première propriétaire du tableau, jusqu'à sa mort, après quoi il a été acheté par la galerie Thannhauser à Munich. Le portrait a ensuite été conservé dans la collection privée de la princesse Mechtilde Lichnowsky à Londres, puis par la famille Biber à Lugano, en Suisse. Après un passage à la National Gallery of Art de Washington pendant la Seconde Guerre mondiale, le portrait est acheté en 1947 par le Musée d'art de São Paulo, où il est exposé maintenant.
Le 20 décembre 2007, le tableau est notamment volé au Musée d'art de São Paulo avant d'être retrouvé quelques semaines plus tard. Le tableau est estimé à 50 millions d'euros au moment de ce vol.